# Acalypha chorisandra
Acalypha chorisandra är en törelväxtart som beskrevs av Henri Ernest Baillon. Acalypha chorisandra ingår i släktet akalyfor, och familjen törelväxter. Inga underarter finns listade i Catalogue of Life.